# Verkehrsgeographie

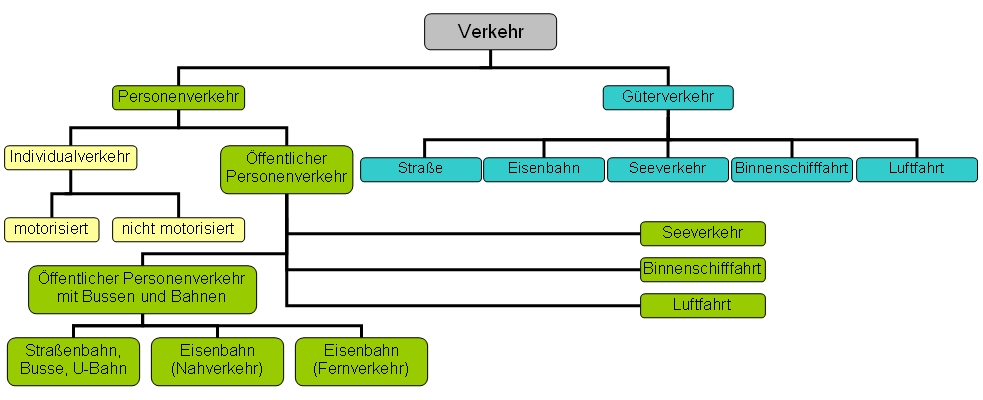
Verkehrsarten

Die Verkehrsgeographie ist ein Teilgebiet der Geographie und zählt zum interdisziplinären Forschungsfeld der Verkehrswissenschaften. Die Verkehrsgeographie behandelt die Zusammenhänge von Verkehr und Raum beziehungsweise Landschaft aus den verschiedensten Blickwinkeln. Die Analyse von Verkehrsnachfrage gehört ebenso zum Forschungsgegenstand wie die Verkehrssoziologie und die Gestaltung der Verkehrsinfrastruktur. Die verschiedenen Teilbereiche werden auf organisatorischer, juristischer und politischer Ebene betrachtet. Einflüsse aus anderen Bereichen der Geographie sowie deren Nachbarwissenschaften gehören dabei auch zu dieser stark anwendungsbezogenen Teildisziplin.

## Geschichte

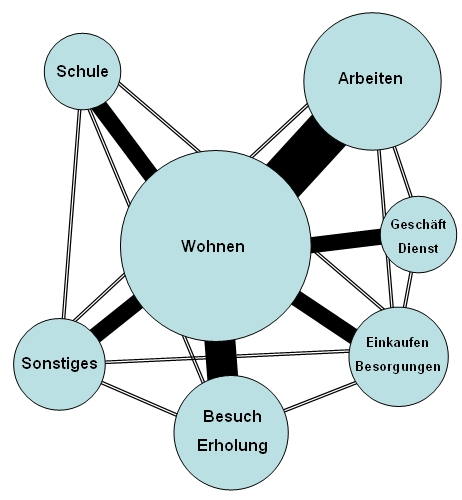
Verkehrsteilnahme verknüpft mit den Grunddaseinsfunktionen

Die Verkehrsgeographie galt bis Mitte des 20. Jahrhunderts als Teilbereich der Wirtschaftsgeographie. Weitere Ansätze stammen aus der Siedlungsgeographie, speziell aus der Stadtgeographie. Schon in den klassischen Standorttheorien (Thünensche Ringe, zentrale Orte) spielte die Überwindung von Distanzen eine zentrale Rolle. Das Hauptinteresse lag dabei lange Zeit auf dem Transport von Gütern. Im Zuge der zunehmenden räumlichen Trennung der Grunddaseinsfunktionen nahm der Personenverkehr nach dem Zweiten Weltkrieg enorm zu. Die wissenschaftliche Betrachtung des Personenverkehrs rückte in den Vordergrund und wurde, beeinflusst von der Münchner Schule der Sozialgeographie, zunehmend anhand von funktionalen Ansätzen betrachtet (z. B. Pendlerverflechtungen). Die Teilnahme am Verkehr wurde nunmehr als eine Grundfunktion des Menschen angesehen. Analysiert wurden nicht nur die verschiedenen Verkehrszwecke, sondern auch die jeweilige Wahl der Verkehrsmittel. 1972 veröffentlichte der Club of Rome seine Studie Die Grenzen des Wachstums und nahm damit auch Einfluss auf die Forschungsschwerpunkte innerhalb der Verkehrsgeographie. Die vorhersehbare Verknappung der Ressourcen führte deshalb zur Berücksichtigung des Prinzips der Nachhaltigkeit. Bis in die 1990er Jahre bildeten sich dadurch neue Schwerpunkte innerhalb der Verkehrsgeographie. Die Verlagerung des motorisierten Individualverkehrs auf den öffentlichen Personenverkehr, der Transfer des Güterverkehrs auf die Schiene sowie die fußgängerfreundliche Gestaltung von Innenstadtbereichen und Wohnsiedlungen wurden zu zentralen Themen. Die Tendenz der Entwicklung geht immer mehr zur problemorientierten Arbeitsweise. Nicht mehr die reine Analyse des Verkehrs in seinem Beziehungsgefüge bildet den Schwerpunkt, sondern auch die aktive Gestaltung und Beeinflussung des Verkehrsgeschehens. Dabei spielt auch der Austausch mit anderen Disziplinen eine große Rolle. Die viel zu sehr angebotsorientierte Verkehrsgeographie ging nun mehr und mehr dazu über die Nachfrageseite zu betrachten. Die Bedürfnisse der Konsumenten von Verkehr einerseits und das Bewusstsein über die notwendige Vermeidung von Verkehr andererseits kennzeichnen die aktuelle Phase der Verkehrsgeographie.

## Aufgabenfelder
Als interdisziplinäre Wissenschaftsdisziplin steht die Verkehrsgeographie in engem Kontakt mit anderen Fachrichtungen innerhalb und außerhalb der Geographie. Die Verkehrsgeographie zählt sich zu den Verkehrswissenschaften und steht in starker Wechselwirkung mit der Betriebswirtschaft, der Raumforschung, der Regionalplanung und der Angewandten Geographie. Gerade letztere nimmt im Zuge der Nutzung geographischen Wissens zur Lösung gesellschaftlicher, raumbezogener Probleme eine wichtige Rolle ein. Die Arbeitsrichtungen der Verkehrsgeographie lassen sich nach Schliephake wie folgt unterscheiden:
- Die Quantitative Verkehrsgeographie, geprägt durch die angloamerikanische Geographie, stützt sich bei der Betrachtung des Verkehrsgeschehens vor allem auf die Nutzung statistischer, quantitativer Methoden.
- Die Geographie der verkehrsräumlichen Aktivitäten des Menschen gehört zu den sozialwissenschaftlich geprägten Teilbereichen der Verkehrsgeographie. Sie sieht den Verkehr im Zusammenhang mit dem Menschen und dessen Grunddaseinsfunktionen und gehört damit zur verhaltensorientierten Geographie.
- Die ökonomisch orientierte Verkehrsgeographie untersucht die Wechselwirkung zwischen Verkehrsangebot und Verkehrsnachfrage in ihren regionalen Unterschieden, sowohl auf quantitativer als auch auf qualitativer Ebene.
- Als neuere Arbeitsrichtung hat sich der ökologische und umweltbezogene Forschungsansatz etabliert. Dieser beschäftigt sich unter anderem mit den ökologischen Problemen des zunehmenden Individualverkehrs und ist geprägt vom Gedanken der Nachhaltigkeit.
- Die Angewandte Verkehrsgeographie gilt als neueste Arbeitsrichtung und widmet sich vor allem der problembezogenen Forschung. Dazu gehört die Pflege eines sowohl qualitativ als auch quantitativ attraktiven, regionalen ÖPNV-Angebots genauso wie der Ausbau moderner Verkehrskonzepte wie der City-Logistik oder Güterverkehrszentren.[4]